# Mostafa Nissaboury
Mostapha Nissaboury, né en 1943 à Casablanca, est un poète marocain et l'un des premiers perturbateurs de l'ordre poétique établi au Maroc. 
Cofondateur de la revue Souffles avec Abdellatif Laâbi, Mostapha Nissaboury a participé au renouvellement de la poésie marocaine d'expression française. 
Il rédige aussi la manifeste Poésie toute (1964) avec Mohammed Khaïr-Eddine.
Le gouvernement marocain interdit la revue Souffles en 1971 et a mis en prison Abdellatif Laâbi et nombre d'intellectuels marocains.

## Œuvres (liste non exhaustive)
- La Mille et Deuxième Nuit (1975)
- Approche du désertique (1999)